# Lopej (przystanek kolejowy)
Lopej – przystanek kolejowy znajdujący się we wsi Podbrezová w kraju Bańskobystrzyckim na linii kolejowej 172 Banská Bystrica – Červená Skala na Słowacji.